# Сент-Маллинс

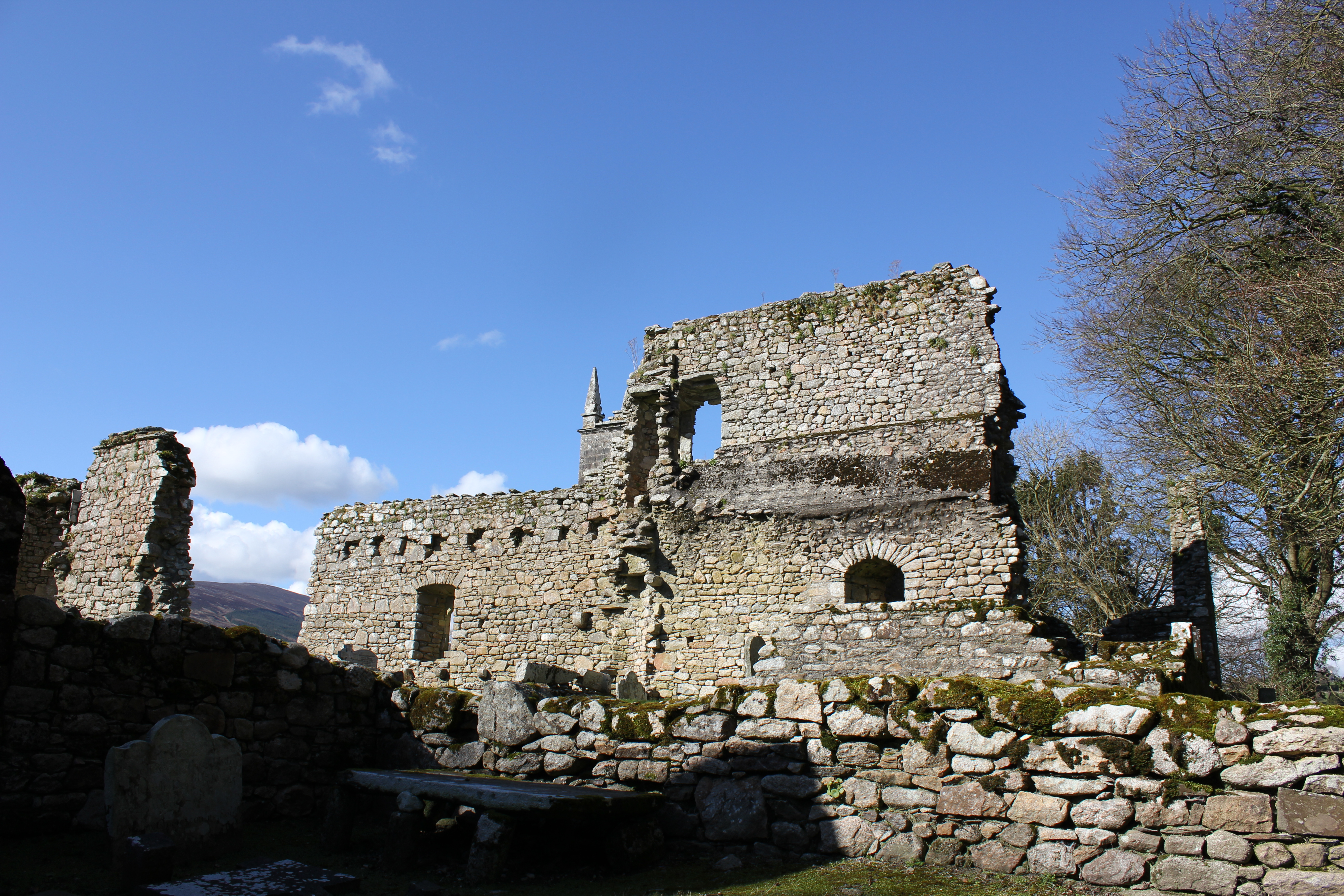
Руины монастыря

Сент-Маллинс (англ. St Mullin's; ирл. Tigh Moling) — деревня в Ирландии, находится в графстве Карлоу (провинция Ленстер) на восточном берегу реки Барроу в двух километрах от региональной трассы R729.
Место названо в честь святого Молинга, основавшего здесь в VII веке монастырь.